# Nothoscordum velazcoense
Nothoscordum velazcoense är en amaryllisväxtart som beskrevs av Pierfelice Ravenna. Nothoscordum velazcoense ingår i släktet vaniljlökar, och familjen amaryllisväxter. Inga underarter finns listade i Catalogue of Life.